# Fit to Fight

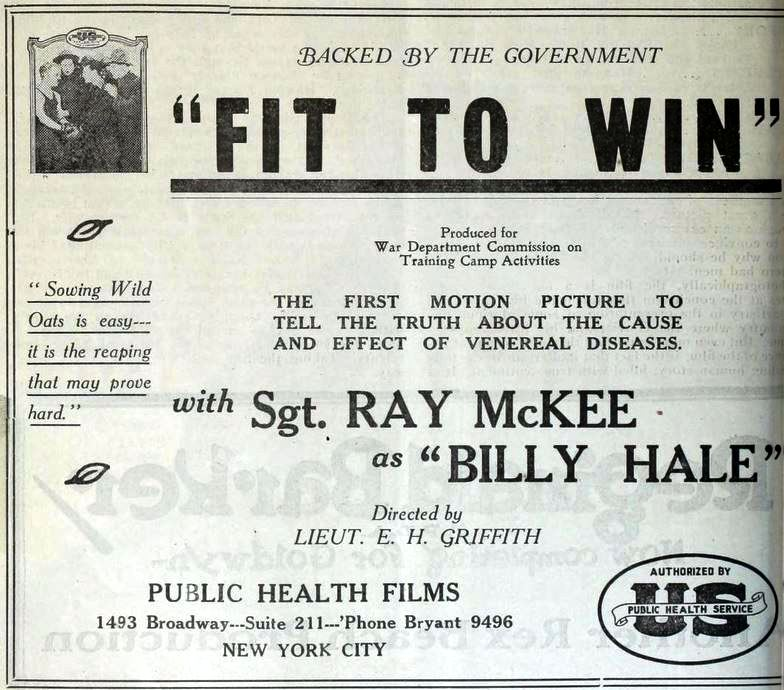
Um anúncio de Fit to Win no The Film Daily.

Fit to Fight é um filme mudo de higiene sexual sobre os perigos das doenças venéreas, escrito e dirigido por Edward H. Griffith. Foi produzido pela Comissão de Atividades do Campo de Treinamento (tornando-se o primeiro filme a ser produzido pelo governo dos Estados Unidos) e inicialmente mostrado aos soldados americanos da Primeira Guerra Mundial. Após a guerra, uma versão ligeiramente editada foi lançada comercialmente ao público em 1919, sob o título Fit to Win. O filme provou ser controverso devido às suas imagens gráficas e seu apoio limitado à profilaxia. Foi sujeito a tentativas de censura e contribuiu para o surgimento do filme de exploração como um nicho distinto.
Conta a história de cinco recrutas que exibem graus variados de obediência aos conselhos de saúde sexual dados a eles no campo de treinamento e sofrem as consequências correspondentes. Os três homens que tiveram contato com prostitutas sem procurar tratamento médico imediato sofrem de sintomas de doenças venéreas de gravidade variável. No final das contas, Billy, o único homem que evita completamente o contato com uma prostituta, é considerado um modelo de comportamento ideal e recebe a admiração de seus colegas.
Nenhuma filmagem do filme sobreviveu até hoje.

## Trama

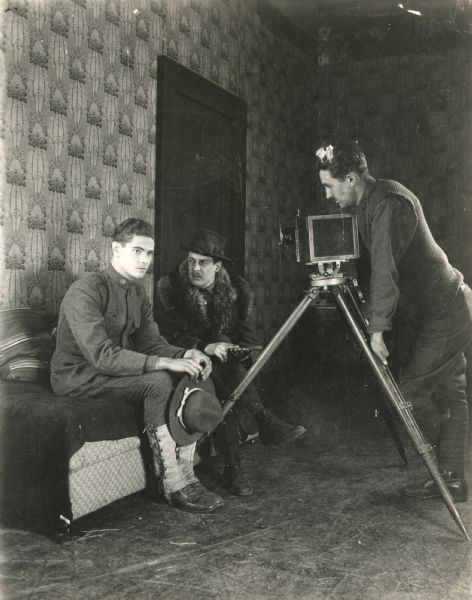
Uma imagem da produção do filme mostrando Paul Kelly como Hank Simpson, sentado com o diretor Edward H. Griffith.

O filme começa com um prólogo (com 1.000 pés de filme), mostrando fotos das lesões causadas por doenças venéreas, antes de entrar na história principal.
A história do filme segue cinco homens convocados para a Primeira Guerra Mundial:
- Billy Hale (interpretado pelo Sargento Raymond McKee), um quarterback de futebol americano universitário
- Chick Carlton (interpretado por Harry Gripp),  um estudante universitário de uma família rica
- Kid McCarthy, um boxeador e mulherengo dado a beber
- Hank Simpson (interpretado por Paul Kelly),  um simples garoto de fazenda
- Jack Garvin, um vendedor de charutos cosmopolita

Os cinco frequentam o mesmo campo de treinamento. No acampamento, eles recebem uma palestra sobre os perigos das doenças venéreas, com reações variadas. Mais tarde, os homens viajam para uma cidade próxima e bebem bebidas alcoólicas contrabandeadas. Eles são solicitados por prostitutas; Billy recusa, mas os outros quatro seguem as mulheres até um bordel. Hank não vai além de um beijo, mas os outros três começam a ter relações sexuais. Kid McCarthy dirige-se imediatamente à estação de profilaxia do campo para receber uma profilaxia química, lembrando-se das instruções anteriores de seu palestrante. Jack visita a estação no dia seguinte e Chuck nunca vai.
Todos os homens, exceto Billy e Kid McCarthy, posteriormente sofrem de algum grau de doença venérea. Chick, que nunca procurou tratamento no posto de profilaxia, sofre de um caso grave de gonorréia que acaba deixando-o fisicamente incapacitado. Jack e Hank estão ambos infectados com sífilis, com Hank tendo uma lesão no lábio como resultado do beijo.
Kid McCarthy provoca Billy, acusando-o de ser covarde demais para patrocinar uma prostituta. Billy nocauteia McCarthy com um soco, dizendo-lhe que ele "não é um covarde porque não vai com uma vadia suja". McCarthy vê o erro em seus caminhos, e ele e o resto dos homens no acampamento ganham um novo respeito pela castidade de Billy.
O filme termina com Billy e Kid McCarthy saudando Sandy Hook enquanto são transportados para o exterior para lutar pelos Estados Unidos, enquanto os outros três homens são mostrados confinados no hospital.
Fit to Win, lançado comercialmente, acrescenta um epílogo ao final do filme, que se passa após a guerra. No epílogo, Kid McCarthy foi morto em serviço. Billy Hale volta para casa e entrega a medalha de McCarthy por bravura para sua namorada. Ele visita Jack e Hank, que foram infectados com sífilis. Ele diz a eles que agora provavelmente estão curados e os aconselha a evitar prostitutas no futuro. Chick Carlton, que foi infectado com gonorréia, é mostrado em casa com seus pais perturbados. No final, Billy se casa com sua namorada.

## Produção e lançamento
Fit to Fight foi produzido pela Comissão de Atividades do Campo de Treinamento (CTCA). Foi escrito e dirigido por Edward H. Griffith (que, na época, tinha o posto de tenente), e o trabalho fotográfico foi realizado pelo laboratório de instrução do Museu Médico do Exército (NMHM).
O filme foi inicialmente exibido apenas para soldados americanos. Após a guerra, o CTCA transferiu os direitos do filme (junto com outra produção do CTCA, The End of the Road ) para a American Social Hygiene Association (ASHA). A ASHA chegou a um acordo com a Public Health Films de Isaac Silverman para distribuir os filmes aos cinemas americanos, com a ASHA recebendo 25% dos lucros.
Fit to Win inicialmente teve o apoio do Serviço de Saúde Pública dos Estados Unidos (USPHS). O cirurgião-geral assistente CC Pierce emitiu uma carta solicitando que os governos estaduais e locais forneçam tolerância ao filme de suas práticas normais de censura, devido ao seu valor educacional. Como parte da estratégia de lançamento da Public Health Films, as exibições seriam segregadas por sexo e proibidas para menores de 16 anos. Foi lançado em 2 de março de 1919.

## Recepção
O lançamento de Fit to Win (junto com uma produção semelhante da CTCA voltada para o público feminino, The End of the Road) marcou uma virada na forma como os filmes de higiene sexual foram recebidos nos Estados Unidos. Enquanto os filmes anteriores do gênero foram geralmente bem recebidos pela crítica e elogiados por seu tratamento delicado do tema das doenças venéreas, Fit to Win enfrentou denúncias e tentativas de censura de muitos lados.
O cirurgião-geral dos EUA, Rupert Blue, anunciou em um anúncio de setembro de 1919 no The Moving Picture World que:
"o Serviço de Saúde Pública retirou seu endosso aos filmes Fit to Win, End of the Road e Open Your Eyes, e todas as outras imagens que tratam de doenças venéreas que foram exibidas ou serão exibidas comercialmente."
O filme foi condenado pela Igreja Católica e por higienistas sociais conservadores por defender a profilaxia química (embora como último recurso).